# Vescomtat de Larbost
El vescomtat de Larbost fou una jurisdicció feudal de la Gascunya.
Va correspondre a una branca de la família dels Comenge, comtes d'Aura i senyor de les valls de Larbost i Oueil. El comtat d'Aura apareix des de vers 1075 amb títol de vescomtat. El vescomte Arnau IV d'Aure va morir el 1175 deixant només una filla, Bertrana, que es va casar amb Guiu de Comenge, fill del comte Bernat IV de Comenge (conegut per Bernat I mort el 1144). Guiu fou vescomte ius uxoris i el vescomtat va passar al seu fill comú Ramon; a la seva mort vers 1200 el va succeir el seu fill Bertran que va morir deixant només una filla de nom desconegut que es va casar amb Arnau Guillem II vescomte de Labarta a qui va passar l'Aura. Abans, vers 1200, a la mort de Ramon, les senyories de Larbost i Oueil van passar al segon fill Odó I tronc de la línia que van adoptar el títol de vescomtes de Larbost. La llista de vescomtes fou:
- Odó I vers 1200, casat a Beatriu de Lautrec
- Sanç Garcia I, fill casat amb Blancafort de Jussan
- Girald I, fill, casat amb Berenguera de Commenge
- Armau, fill, casat amb Brunissenda de Lavedan
- Odó II, fill, mort vers 1320, casat vers 1190 a Asparida de l'Isle Jourdain, filla de Jordà V senyor de l'Isle Jourdain
- Girald II o Iserand, fill, casat vers 1310 amb Dolça de Commenge, governava vers 1326
- Bernat, germà, casat a Sobirana de Joyeuse (junt amb el germà)
- Sanç Garcia II, fill de Girald II, testimoniat vers 1378 a 1405, casat a Betrana de Jussan
- Manald, vers 1405-1477, fill, casat amb Margarita d'Antin
- Girald III 1477 (+1477), fill, casat amb Joana de Montaut-Bénac
- Joan I, casat el 1500 amb Joana de Saunhac de Belcastel, després a Joana de Montaut, després a Maria de Savignac i el 1542 a Isabel de Rivière de Labatit
- Joan II, fill, casat a Aubrieta de Lorthez
- Isabel, filla, casada el 1555 amb el comte Bernat d'Astorg-Montbartier (+1606)
- Corbeyran, fill, casat el 1619 amb Margarita de La Roque-Bouillac (†1620) i després a Margarita de Gélas
- Isabel, filla, casada el 20 de gener de 1650 amb Cèsar de Péguilhan, senyor de Belbèze
- Francesc II de Péguilhan, fill, senyor de Belbeze adopta el nom i armes dels Larbost, casat el 1693 a Gabriela de Puy de Noé.
- Urbà de Péguilhan, fill, senyor de Belbeze, casat el 25 de novembre de 1724 amn Anna de Pillote, darrer vescomte.
- L'herència va passar a la filla Isabel de Péguilhan de Larbost de Thermes casada el 1754 amb Guiu de Méritens (+1824)